# Estadio 1 de Noviembre de 1954 (Tizi Ouzou)
El Estadio 1 de Noviembre de 1954 (en árabe: ملعب أول نوفمبر 1954) es un estadio de fútbol y atletismo ubicado en la ciudad de Tizi Ouzou, Argelia. Fue inaugurado el 12 de marzo de 1978 y posee una capacidad para 20.000 personas. Es utilizado por el club JS Kabylie que disputa el Campeonato argelino de Primera división.
Toma su nombre por la fecha de fundación del Frente de Liberación Nacional el 1 de noviembre de 1954, que dio inicio a la Revolución Argelina que condujo a la "Independencia de Argelia" de Francia en 1962.   
En el mes de abril de 2007 se ha renovado el estadio, se ha levantado un nuevo césped sintético de 4.ª generación y su campo de juego cumple con los estándares regulatorios de la FIFA.
El 23 de agosto de 2014, tras ser golpeado por una piedra en su cabeza fallece el futbolista Albert Ebossé Bodjongo del JS Kabylie cuando disputaba un partido contra el USM Alger. El 25 de agosto de 2014, la Federación Argelina de Fútbol suspendió indefinidamente todo el fútbol y ordenó el cierre provisional del estadio.
El estadio será sustituido por el Stade Abdelkader Khalef que se espera sea inaugurado en 2022, y que contará con una capacidad para 50.000 asientos.

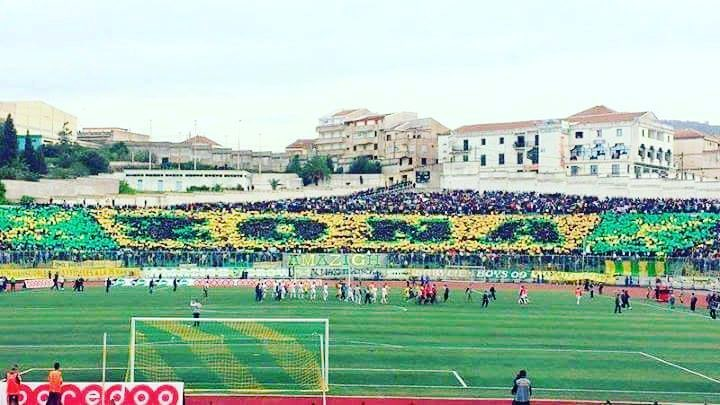